# Campeonato Europeo de Balonmano Masculino de 2014
El XI Campeonato Europeo de Balonmano Masculino se celebró en Dinamarca entre el 12 y el 26 de enero de 2014 bajo la organización de la Federación Europea de Balonmano (EHF) y la Federación Danesa de Balonmano.
Un total de dieciséis selecciones nacionales compitieron por el título de campeón europeo, cuyo anterior portador era el equipo danés, vencedor del Europeo de 2012.
El equipo de Francia conquistó el título europeo al derrotar en la final a la selección de Dinamarca con un marcador de 32-41. En el partido por el tercer lugar el conjunto de España venció al de Croacia.

## Clasificación

Equipos clasificados

La fase de clasificación se efectuó desde el 31 de octubre de 2012 hasta el 16 de junio de 2013. Había 15 plazas en juego, que junto con la perteneciente a Dinamarca, país anfitrión, hicieron un total de 16. 
Tras disputar estas competiciones, las selecciones clasificadas para el campeonato fueron las siguientes:
| Competición                      | Fecha                                       | Sede           | Plazas | Equipos clasificados |
| -------------------------------- | ------------------------------------------- | -------------- | ------ | --- |
| País anfitrión                   | –                                           | –              | 1      | Dinamarca |
| Proceso europeo de clasificación | 31 de octubre de 2012 – 16 de junio de 2013 | Diversas sedes | 15     | Francia España Islandia Suecia Noruega Hungría Polonia Montenegro Croacia Serbia República Checa Bielorrusia Austria Rusia Macedonia del Norte |

## Organización

### Sedes
| Foto | Grupo             | Ciudad  | Instalación         | Capacidad |
| ---- | ----------------- | ------- | ------------------- | --------- |
|      | A, I y fase final | Herning | Jyske Bank Boxen    | 14 000    |
|      | B                 | Aalborg | Gigantium           | 4500      |
|      | C y II            | Aarhus  | Arena NRGi          | 5000      |
|      | D                 | Brøndby | Pabellón de Brøndby | 5600      |

### Árbitros
El 23 de octubre de 2013 fueron anunciadas las 12 parejas arbitrales para este campeonato.
| País        | Árbitros                      |
| ----------- | ----------------------------- |
| Alemania    | Lars Geipel Marcus Helbig     |
| Bielorrusia | Andrei Gousko Siarhei Repkin  |
| Croacia     | Matija Gubica Boris Milošević |
| Dinamarca   | Martin Gjeding Mads Hansen    |
| Eslovenia   | Nenad Krstić Peter Ljubič     |
| España      | Óscar Raluy Ángel Sabroso     |

| País            | Árbitros                       |
| --------------- | ------------------------------ |
| Francia         | Thierry Dentz Denis Reibel     |
| Letonia         | Zigmārs Stoļarovs Renārs Līcis |
| Macedonia       | Gjorgi Nachevski Slave Nikolov |
| República Checa | Václav Horáček Jiří Novotný    |
| Rumania         | Bogdan Stark Romeo Ştefan      |
| Serbia          | Nenad Nikolić Dušan Stojković  |

### Calendario
| PF | Primera fase | SF | Segunda fase | 1/2 | Semifinales | F | Finales |

| Enero de 2014          | 12 Dom | 13 Lun | 14 Mar | 15 Mié | 16 Jue | 17 Vie | 18 Sáb | 19 Dom | 20 Lun | 21 Mar | 22 Mié | 23 Jue | 24 Vie  | 25 Sáb | 26 Dom |
| ---------------------- | ------ | ------ | ------ | ------ | ------ | ------ | ------ | ------ | ------ | ------ | ------ | ------ | ------- | ------ | ------ |
| Fase (no. de partidos) | PF (4) | PF (4) | PF (4) | PF (4) | PF (4) | PF (4) | SF (3) | SF (3) | SF (3) | SF (3) | SF (6) | —      | 1/2 (2) | —      | F (2)  |

## Grupos
| Grupo A             | Grupo B  | Grupo C | Grupo D     |
| ------------------- | -------- | ------- | ----------- |
| Dinamarca           | España   | Serbia  | Croacia     |
| República Checa     | Islandia | Francia | Suecia      |
| Macedonia del Norte | Hungría  | Polonia | Bielorrusia |
| Austria             | Noruega  | Rusia   | Montenegro  |

## Primera fase
- Todos los partidos en la hora local de Dinamarca (UTC+1).

Los primeros tres de cada grupo alcanzan la fase principal.

### Grupo A
| Equipo              | J | G | E | P | GF | GC | DG  | PTS |
| ------------------- | - | - | - | - | -- | -- | --- | --- |
| Dinamarca           | 3 | 3 | 0 | 0 | 95 | 79 | +16 | 6   |
| Macedonia del Norte | 3 | 1 | 1 | 1 | 67 | 74 | -7  | 3   |
| Austria             | 3 | 1 | 0 | 2 | 80 | 75 | +5  | 2   |
| República Checa     | 3 | 0 | 1 | 2 | 73 | 87 | -14 | 1   |

- Resultados

| Fecha | Hora  | Partido¹            | Partido¹ | Partido¹            | Resultado |
| ----- | ----- | ------------------- | -------- | ------------------- | --------- |
| 12.01 | 18:00 | República Checa     | -        | Austria             | 20-30     |
| 12.01 | 20:30 | Dinamarca           | -        | Macedonia del Norte | 29-21     |
| 14.01 | 18:15 | Macedonia del Norte | -        | República Checa     | 24-24     |
| 14.01 | 20:30 | Austria             | -        | Dinamarca           | 29-33     |
| 16.01 | 18:15 | Macedonia del Norte | -        | Austria             | 22-21     |
| 16.01 | 20:30 | Dinamarca           | -        | República Checa     | 33-29     |

- (¹) – Todos en Herning.

### Grupo B
| Equipo   | J | G | E | P | GF | GC | DG  | PTS |
| -------- | - | - | - | - | -- | -- | --- | --- |
| España   | 3 | 3 | 0 | 0 | 94 | 80 | +14 | 6   |
| Islandia | 3 | 1 | 1 | 1 | 86 | 86 | 0   | 3   |
| Hungría  | 3 | 0 | 2 | 1 | 80 | 87 | -7  | 2   |
| Noruega  | 3 | 0 | 1 | 2 | 77 | 84 | -7  | 1   |

- Resultados

| Fecha | Hora  | Partido¹ | Partido¹ | Partido¹ | Resultado |
| ----- | ----- | -------- | -------- | -------- | --------- |
| 12.01 | 16:00 | Islandia | -        | Noruega  | 31-26     |
| 12.01 | 18:15 | España   | -        | Hungría  | 34-27     |
| 14.01 | 18:00 | Hungría  | -        | Islandia | 27-27     |
| 14.01 | 20:15 | Noruega  | -        | España   | 25-27     |
| 16.01 | 18:00 | España   | -        | Islandia | 33-28     |
| 16.01 | 20:15 | Hungría  | -        | Noruega  | 26-26     |

- (¹) – Todos en Aalborg.

### Grupo C
| Equipo  | J | G | E | P | GF | GC | DG  | PTS |
| ------- | - | - | - | - | -- | -- | --- | --- |
| Francia | 3 | 3 | 0 | 0 | 94 | 83 | +11 | 6   |
| Polonia | 3 | 1 | 0 | 2 | 70 | 70 | 0   | 2   |
| Rusia   | 3 | 1 | 0 | 2 | 77 | 84 | -7  | 2   |
| Serbia  | 3 | 1 | 0 | 2 | 73 | 77 | -4  | 2   |

- Resultados

| Fecha | Hora  | Partido¹ | Partido¹ | Partido¹ | Resultado |
| ----- | ----- | -------- | -------- | -------- | --------- |
| 13.01 | 18:00 | Serbia   | -        | Polonia  | 20-19     |
| 13.01 | 20:15 | Francia  | -        | Rusia    | 35-28     |
| 15.01 | 18:00 | Rusia    | -        | Serbia   | 27-25     |
| 15.01 | 20:15 | Polonia  | -        | Francia  | 27-28     |
| 17.01 | 18:00 | Polonia  | -        | Rusia    | 24-22     |
| 17.01 | 20:15 | Serbia   | -        | Francia  | 28-31     |

- (¹) – Todos en Aarhus.

### Grupo D
| Equipo      | J | G | E | P | GF | GC | DG  | PTS |
| ----------- | - | - | - | - | -- | -- | --- | --- |
| Croacia     | 3 | 3 | 0 | 0 | 85 | 68 | +17 | 6   |
| Suecia      | 3 | 2 | 0 | 1 | 82 | 68 | +14 | 4   |
| Bielorrusia | 3 | 1 | 0 | 2 | 73 | 86 | -13 | 2   |
| Montenegro  | 3 | 0 | 0 | 3 | 66 | 84 | -18 | 0   |

- Resultados

| Fecha | Hora  | Partido¹    | Partido¹ | Partido¹    | Resultado |
| ----- | ----- | ----------- | -------- | ----------- | --------- |
| 13.01 | 18:00 | Croacia     | -        | Bielorrusia | 33-22     |
| 13.01 | 20:15 | Suecia      | -        | Montenegro  | 28-21     |
| 15.01 | 18:00 | Montenegro  | -        | Croacia     | 22-27     |
| 15.01 | 20:15 | Bielorrusia | -        | Suecia      | 22-30     |
| 17.01 | 18:00 | Croacia     | -        | Suecia      | 25-24     |
| 17.01 | 20:15 | Bielorrusia | -        | Montenegro  | 29-23     |

- (¹) – Todos en Brøndby.

## Segunda fase
- Todos los partidos en la hora local de Dinamarca (UTC+1).

Los primeros dos de cada grupo disputan las semifinales.

### Grupo I
| Equipo              | J | G | E | P | GF  | GC  | DG  | PTS |
| ------------------- | - | - | - | - | --- | --- | --- | --- |
| Dinamarca           | 5 | 5 | 0 | 0 | 153 | 125 | +28 | 10  |
| España              | 5 | 4 | 0 | 1 | 156 | 135 | +21 | 8   |
| Islandia            | 5 | 2 | 1 | 2 | 140 | 146 | -6  | 5   |
| Hungría             | 5 | 1 | 1 | 3 | 133 | 139 | -6  | 3   |
| Macedonia del Norte | 5 | 1 | 0 | 4 | 117 | 143 | -26 | 2   |
| Austria             | 5 | 1 | 0 | 4 | 129 | 140 | -11 | 2   |

- Resultados

| Fecha | Hora  | Partido¹            | Partido¹ | Partido¹ | Resultado |
| ----- | ----- | ------------------- | -------- | -------- | --------- |
| 18.01 | 16:00 | Macedonia del Norte | -        | Hungría  | 25-31     |
| 18.01 | 18:15 | Austria             | -        | Islandia | 27-33     |
| 18.01 | 20:30 | Dinamarca           | -        | España   | 31-28     |
| 20.01 | 16:00 | Macedonia del Norte | -        | Islandia | 27-29     |
| 20.01 | 18:15 | Austria             | -        | España   | 27-28     |
| 20.01 | 20:30 | Dinamarca           | -        | Hungría  | 28-24     |
| 22.01 | 16:00 | Macedonia del Norte | -        | España   | 22-33     |
| 22.01 | 18:15 | Austria             | -        | Hungría  | 25-24     |
| 22.01 | 20:30 | Dinamarca           | -        | Islandia | 32-23     |

- (¹) – Todos en Herning.

### Grupo II
| Equipo      | J | G | E | P | GF  | GC  | DG  | PTS |
| ----------- | - | - | - | - | --- | --- | --- | --- |
| Francia     | 5 | 4 | 0 | 1 | 157 | 140 | +17 | 8   |
| Croacia     | 5 | 4 | 0 | 1 | 147 | 126 | +21 | 8   |
| Polonia     | 5 | 3 | 0 | 2 | 145 | 136 | +9  | 6   |
| Suecia      | 5 | 3 | 0 | 2 | 138 | 137 | +1  | 6   |
| Rusia       | 5 | 1 | 0 | 4 | 141 | 154 | -13 | 2   |
| Bielorrusia | 5 | 0 | 0 | 5 | 137 | 172 | -35 | 0   |

- Resultados

| Fecha | Hora  | Partido¹ | Partido¹ | Partido¹    | Resultado |
| ----- | ----- | -------- | -------- | ----------- | --------- |
| 19.01 | 15:45 | Polonia  | -        | Bielorrusia | 31-30     |
| 19.01 | 18:00 | Rusia    | -        | Suecia      | 27-29     |
| 19.01 | 20:15 | Francia  | -        | Croacia     | 27-25     |
| 21.01 | 15:45 | Rusia    | -        | Croacia     | 25-33     |
| 21.01 | 18:00 | Francia  | -        | Bielorrusia | 39-30     |
| 21.01 | 20:15 | Polonia  | -        | Suecia      | 35-25     |
| 22.01 | 15:45 | Rusia    | -        | Bielorrusia | 39-33     |
| 22.01 | 18:00 | Francia  | -        | Suecia      | 28-30     |
| 22.01 | 20:15 | Polonia  | -        | Croacia     | 28-31     |

- (¹) – Todos en Aarhus.

## Fase final
- Todos los partidos en la hora local de Dinamarca (UTC+1).

|  | Semifinales | Semifinales |    |         | Final        | Final       |  |
|  | 24 de enero | 24 de enero |    |         | 26 de enero  | 26 de enero |  |
|  |             |             |    |         |              |             |  |
|  |             |             |    |         |              |             |  |
|  | Francia     | 30          |    |         |              |             |  |
|  | España      | 27          |    |         |              |             |  |
|  |             |             |    |         |              |             |  |
|  |             |             |    |         |              |             |  |
|  |             |             |    |         | Dinamarca    | 32          |  |
|  |             | Francia     | 41 |         |              |             |  |
|  |             |             |    |         |              |             |  |
|  |             |             |    |         |              |             |  |
|  |             |             |    |         | Tercer lugar |             |  |
|  |             |             |    |         |              |             |  |
|  | Dinamarca   | 29          |    | Croacia | 28           |             |  |
|  | Croacia     | 27          |    |         | España       | 29          |  |

### Semifinales
| Fecha | Hora  | Partido¹  | Partido¹ | Partido¹ | Resultado |
| ----- | ----- | --------- | -------- | -------- | --------- |
| 24.01 | 18:30 | Francia   | -        | España   | 30-27     |
| 24.01 | 21:00 | Dinamarca | -        | Croacia  | 29-27     |

- (¹) – En Herning.

### Quinto lugar
| Fecha | Hora  | Partido¹ | Partido¹ | Partido¹ | Resultado |
| ----- | ----- | -------- | -------- | -------- | --------- |
| 24.01 | 16:00 | Islandia | -        | Polonia  | 28-27     |

### Tercer lugar
| Fecha | Hora  | Partido¹ | Partido¹ | Partido¹ | Resultado |
| ----- | ----- | -------- | -------- | -------- | --------- |
| 26.01 | 15:00 | Croacia  | -        | España   | 28-29     |

### Final
| Fecha | Hora  | Partido¹  | Partido¹ | Partido¹ | Resultado |
| ----- | ----- | --------- | -------- | -------- | --------- |
| 26.01 | 17:30 | Dinamarca | -        | Francia  | 32-41     |

- (¹) – En Herning.

## Medallero
| Francia | Dinamarca | España |
| Luc Abalo William Accambray Igor Anic Cyril Dumoulin Jérôme Fernandez Mathieu Grébille Michaël Guigou Samuel Honrubia Guillaume Joli Luka Karabatić Nikola Karabatić Daniel Narcisse Kévynn Nyokas Thierry Omeyer Valentin Porte Cédric Sorhaindo | Mads Christiansen Anders Eggert Jannick Green Mikkel Hansen Michael Knudsen Niklas Landin Mads Mensah Larsen Hans Lindberg Thomas Mogensen Henrik Møllgaard Jesper Nøddesbo Kasper Søndergaard Bo Spellerberg Lasse Svan Hansen Klaus Thomsen René Toft Hansen | Julen Aguinagalde Juan Andreu Joan Cañellas Raúl Entrerríos Antonio García Gedeón Guardiola Eduardo Gurbindo Jorge Maqueda Viran Morros Gonzalo Pérez de Vargas Valero Rivera Albert Rocas Daniel Sarmiento José Manuel Sierra Víctor Tomás Cristian Ugalde |
| Claude Onesta (seleccionador) | Ulrik Wilbek (seleccionador) | Manuel Cadenas (seleccionador) |

## Estadísticas

### Clasificación general
| 1. Francia              |
| 2. Dinamarca            |
| 3. España               |
| 4. Croacia              |
| 5. Islandia             |
| 6. Polonia              |
| 7. Suecia               |
| 8. Hungría              |
| 9. Rusia                |
| 10. Macedonia del Norte |
| 11. Austria             |
| 12. Bielorrusia         |
| 13. Serbia              |
| 14. Noruega             |
| 15. República Checa     |
| 16. Montenegro          |

### Máximos goleadores
| N.º | Nombre                  | Selección           | Goles | Tiros | %    | Partidos jugados |
| --- | ----------------------- | ------------------- | ----- | ----- | ---- | ---------------- |
| 1   | Joan Cañellas           | España              | 50    | 64    | 78 % | 8                |
| 2   | Guðjón Valur Sigurðsson | Islandia            | 44    | 60    | 73 % | 7                |
| 3   | Mikkel Hansen           | Dinamarca           | 39    | 60    | 65 % | 8                |
| 4   | Kiril Lazarov           | Macedonia del Norte | 38    | 74    | 51 % | 6                |
| 5   | Michaël Guigou          | Francia             | 36    | 48    | 75 % | 8                |
| 5   | Domagoj Duvnjak         | Croacia             | 36    | 64    | 56 % | 8                |
| 7   | Siarhei Rutenka         | Bielorrusia         | 34    | 62    | 55 % | 6                |
| 8   | Zlatko Horvat           | Croacia             | 33    | 45    | 73 % | 8                |
| 9   | Nikola Karabatić        | Francia             | 32    | 51    | 63 % | 8                |
| 10  | Luc Abalo               | Francia             | 31    | 43    | 72 % | 8                |
| 10  | Víctor Tomás            | España              | 31    | 45    | 69 % | 8                |
| 10  | Krzysztof Lijewski      | Polonia             | 31    | 54    | 57 % | 7                |

Fuente: 

### Mejores porteros
| N.º | Nombre               | Equipo          | Paradas | Tiros | %    | Partidos jugados |
| --- | -------------------- | --------------- | ------- | ----- | ---- | ---------------- |
| 1   | Magus Dahl           | Noruega         | 17      | 36    | 47 % | 3                |
| 2   | Ole Erevik           | Noruega         | 38      | 103   | 37 % | 3                |
| 2   | Aron Rafn Eðvarðsson | Islandia        | 25      | 68    | 37 % | 7                |
| 4   | Niklas Landin        | Dinamarca       | 76      | 214   | 36 % | 8                |
| 4   | Igor Levshin         | Rusia           | 27      | 75    | 36 % | 6                |
| 4   | Piotr Wyszomirski    | Polonia         | 24      | 66    | 36 % | 7                |
| 7   | Petr Štochl          | República Checa | 29      | 82    | 35 % | 3                |
| 7   | Tomáš Mrkva          | República Checa | 18      | 52    | 35 % | 3                |
| 9   | Nikola Marinovic     | Austria         | 61      | 179   | 34 % | 6                |
| 9   | Cyril Dumoulin       | Francia         | 55      | 162   | 34 % | 8                |
| 9   | Darko Stanić         | Serbia          | 29      | 86    | 34 % | 3                |

Fuente: 

### Equipo ideal
- Mejor jugador del campeonato —MVP—: Nikola Karabatić ( Francia).

| Posición          | Nombre                  | País      |
| ----------------- | ----------------------- | --------- |
| Portero           | Niklas Landin           | Dinamarca |
| Extremo derecho   | Luc Abalo               | Francia   |
| Extremo izquierdo | Guðjón Valur Sigurðsson | Islandia  |
| Pivote            | Julen Aguinagalde       | España    |
| Central           | Domagoj Duvnjak         | Croacia   |
| Lateral derecho   | Krzysztof Lijewski      | Polonia   |
| Lateral izquierdo | Mikkel Hansen           | Dinamarca |

Fuente: 